# Parlamentswahl in Usbekistan 1999

Logo der Volksdemokratischen Partei Usbekistans, die als stärkste Partei aus der Parlamentswahl hervorging

Die Parlamentswahl in Usbekistan 1999 fand im Dezember 1999 in der Republik Usbekistan statt. Gewählt wurden die 250 Abgeordneten im usbekischen Parlament.

## Hintergrund
Nach dem Ende der fünfjährigen Legislaturperiode nach der Parlamentswahl in Usbekistan 1994/95 wurden im Dezember 1999 turnusmäßig Parlamentswahlen abgehalten. Dabei wurde der erste Wahlgang am 5. Dezember durchgeführt. Gelang es dabei keinem der Kandidaten in seinem Wahlbezirk die absolute Mehrheit der Stimmen auf sich zu vereinen, kam es zu einem zweiten Wahlgang am 19. Dezember, bei dem die beiden bestplatzierten Kandidaten des ersten Wahlganges in einer Stichwahl gegeneinander antreten.
Für eine Kandidatur bei der Parlamentswahl gab es drei mögliche Wege. Erstens als nominierter Kandidat regionaler Entscheidungsgremien, darunter Bezirksregierungen und Stadträte, zweitens als Kandidat einer Partei, wobei 50.000 Unterschriften von Unterstützern nötig waren, und drittens als unabhängiger Kandidat, wobei Unterschriften von mindestens 8 % der Wahlberechtigten in einem Wahlbezirk vorgelegt werden mussten. Die Nominierung unabhängiger Kandidaten galt auf Grund der hohen Zahl von Unterschriften und der Abhängigkeit von den Behörden bei der Abgabe und Verifikation der Unterschriften als schwierig, wurde aber von zahlreichen Bürgerbewegungen wahrgenommen, die Kandidaten für die Wahl nominieren konnten.

## Wahlkampf
Im Vorfeld der Präsidentschaftswahl kam es nicht zu einem aktiven Wahlkampf seitens der politischen Parteien. Dies wurde einerseits durch strikte Regulierungen hinsichtlich der Finanzierung der Wahlkampfkampagne und Einschränkungen der Versammlungsfreiheit bedingt, andererseits durch die geringen inhaltlichen Differenzen der fünf antretenden Parteien, die sich alle positiv zur Politik des Präsidenten Islom Karimov äußerten. Zudem verhinderte die staatliche Kontrolle über die großen Medien des Landes eine breite politische Debatte.

Verteilung der Sitze im usbekischen Parlament nach der Wahl 1999

## Ergebnis
Nach dem ersten Wahlgang am 5. Dezember konnte in 184 Wahlbezirken einer der Kandidaten eine absolute Mehrheit der Stimmen aufweisen, in 66 Wahlbezirken wurde ein zweiter Wahlgang abgehalten. Schließlich ergab sich folgendes Bild für die Verteilung der Sitze:
| Partei                                | gewählt im ersten Wahlgang | gewählt im zweiten Wahlgang | Abgeordnete gesamt |
| ------------------------------------- | -------------------------- | --------------------------- | ------------------ |
| Volksdemokratische Partei Usbekistans | 32                         | 16                          | 48                 |
| Fidokorlar                            | 19                         | 15                          | 34                 |
| Fortschrittspartei                    | 9                          | 11                          | 20                 |
| Adolat                                | 9                          | 2                           | 11                 |
| Milliy Tiklanis                       | 6                          | 4                           | 10                 |
| Unabhängige                           | 11                         | 5                           | 16                 |
| lokal Nominierte                      | 98                         | 12                          | 110                |
| vakant                                | -                          | -                           | 1                  |

Die Volksdemokratische Partei, deren ehemalige Vorsitzender der damalige Präsident Karimov war, wurde stärkste Kraft im usbekischen Parlament, vor der Fidokorlar-Partei, die Karimov bei der Präsidentschaftswahl in Usbekistan 2000 als ihren Kandidaten nominierte und damit ebenfalls als regimetreu eingestuft werden muss. Wie bereits bei der vorangegangenen Wahl bildeten die auf lokaler Ebene nominierten Kandidaten den größten Block im Parlament und unterstützten zu weiten Teilen den Kurs des Präsidenten Karimovs. Trotz der hohen Hürden bei der Nominierung gelang des unabhängigen Kandidaten 16 Sitze im Parlament zu erobern.
Das neu zusammengesetzte Parlament trat am 22. Januar 2000 zu seiner ersten Sitzung zusammen.

## Bewertung
Die Organisation für Sicherheit und Zusammenarbeit in Europa entsandte aus Protest gegen die offensichtlichen Mängel der usbekischen Demokratie und ihrer Wahlen keine vollwertige Beobachtermission, sondern lediglich eine kleinere Gruppe von 17 Beobachtern. Diese kamen erneut zu der Einschätzung, dass die Wahl als weder frei noch fair eingestuft werden kann. Grund dafür waren das keinesfalls pluralistische Umfeld vor der Wahl, das Fehlen politischer Debatten, die Einschränkung von Grundrechten und der allgegenwärtige Einfluss der Behörden im Wahlprozess und die damit einhergehende Verhinderung oppositioneller Bewegungen.